# The Night Before (James)
The Night Before è l'undicesimo album in studio del gruppo musicale britannico James, pubblicato nel 2010.

## Tracce
1. It's Hot
2. Crazy
3. Ten Below
4. Porcupine
5. Shine
6. Dr Hellier
7. Hero

Tracce bonus iTunes
1. All My Letters

Tracce bonus versione CD (UK)
1. Mother's a Clown